# Gotra marginata
Gotra marginata är en stekelart som först beskrevs av Brulle 1846.  Gotra marginata ingår i släktet Gotra och familjen brokparasitsteklar. Inga underarter finns listade i Catalogue of Life.